# Maple Rapids
Maple Rapids är en ort (village) i Clinton County i Michigan. Vid 2010 års folkräkning hade Maple Rapids 672 invånare.